# Batakponny
Batakponnyn är en hästras av ponnytyp som hör hemma i den centrala delen av ön Sumatra i Indonesien där många invånare är beroende av sina hästar. En lokal folkstam kallad Batak är de som föder upp Batakponnyerna så att de blir tåliga, starka och fogliga ponnyer. Batakponnyn utgör även basen i en annan typ av ponny från ön, kallad Padangponny. 

## Historia
Batakponnyn har sitt ursprung i den mongoliska vildhästen och arabiska fullblod, likt många av de andra indonesiska ponnyraserna. Troligtvis har de även influerats av hästar som importerades till de indonesiska öarna av Holländska Ostindiska Kompaniet under tiden som Indonesien var en holländsk koloni. Batakponnyn föddes upp av Batakstammen på ön som mest avlade rasen för att få kött och som offerhästar till gudarna. Den brittiska orientalisten William Marsden skrev 1966 en bok om Sumatras historia där han skrev att Batakfolket ansåg att äta hästkött var bland det finaste man kunde göra och att de därför födde upp djuren under största omsorg och fodrade dem med säd. Batakerna var också besatta av hasardspel och höll kapplöpningar för att spela om pengar. De som inte kunde betala sina skulder såldes som slavar om inte fordringsägarna var så pass generösa att de lät batakerna återbetala skulderna genom att slakta en häst och ställa till med kalas. 
Under 1600-talet togs en handfull batakponnyer och blandades med ännu mer arabiskt fullblod och Berberhästar för att utveckla en hästras som passade miljön bättre. Indonesiens klimat och dåligt bete är inte lämpligt för hästuppfödning och då utvecklade man Padangponnyn. Man tror även att araberna användes för att förbättra stammarna av Batakponnyer.

## Egenskaper
Det arabiska inflytandet syns tydligt i ponnyn som har ett ädelt huvud med rak nosprofil, som ibland kan bukta inåt som på araben. Korset på ryggen är skarpt medan ryggen i sig är ganska lång och smal och svansen hålls högt när ponnyn är i rörelse, precis som hos araben. Halsen är oftast ganska svagt musklad och är kort och smal. Exteriören är lätt och slank med ett smalt bröst. Benen är långa och smala och även de svagt musklade. Trots detta är ponnyerna relativt sega och starka och kan bära en mindre vuxen utan problem. Hovarna är även väldigt tåliga hos rasen och väldigt många Batakponnyer kan gå hela livet utan skor. 
Ponnyerna har ett stabilt men livligt temperament men är för det mesta så lugn och foglig att barn kan rida den utan problem. Batakponnyerna är lätta att föda upp och billiga i drift. Gemensamt för alla indonesiska ponnyer, och speciellt vanligt bland Batakponnyer, är den typiska öronmärkningen. Toppen på örat skärs med ett jack till två toppar och en bit längre ner på öronen stansas två hål ut. Man tror att detta symboliserar de gudar som folken tror på. 